# MKS Trzebinia
MKS Trzebinia – polski klub piłkarski, powstały w 2000 roku w Trzebini.

## Historia
Pod koniec lat 90. działacze Górnika Siersza i Hutnika Trzebinia podjęli rozmowy, mające na celu stworzenie w mieście jednego, silnego klubu sportowego z sekcją piłki nożnej. W sprawę zaangażował się także Urząd Miasta. Borykające się z dużymi problemami finansowymi obydwa trzebińskie kluby, postanowiły poddać się fuzji. W roku 2000 powołano do życia Miejski Klub Sportowy „Trzebinia-Siersza”. Ustalono, że drużyna zgłoszona zostanie do rozgrywek IV ligi małopolskiej, a swoje mecze rozgrywać będzie na lepiej zlokalizowanym stadionie Hutnika przy ul. Krakowskiej.
Prezesem klubu został burmistrz Adam Adamczyk, a pierwszym trenerem dotychczasowy opiekun piłkarzy Górnika Siersza – Bogdan Przygodzki.
Od 1 lipca 2017 z nazwy klubu został usunięty człon „Siersza”.

## Stadion
Usytuowany niemal w samym centrum miasta, stadion MKS „Trzebinia-Siersza” posiada jedną zadaszoną trybunę, podzieloną na sześć sektorów (1,2,3,4,5,6). Zainstalowano na niej 690 krzesełek w żółto-niebieskich kolorach.